# Désobéissance (album)
Pour les articles homonymes, voir Désobéissance.
Albums de Mylène Farmer
Interstellaires
(2015) Live 2019
(2019)
Singles
1. Rolling Stone
Sortie : 19 janvier 2018
2. N'oublie pas (avec LP)
Sortie : 22 juin 2018
3. Sentimentale
Sortie : 20 septembre 2018
4. Désobéissance
Sortie : 5 octobre 2018
5. Des Larmes
Sortie : 20 mars 2019

Désobéissance est le 11e album studio de Mylène Farmer, sorti le 28 septembre 2018 chez Sony.
Composé de douze titres, ce disque est entièrement écrit par la chanteuse et réalisé principalement avec le DJ français Feder, qui compose plus de la moitié des chansons, proposant un son à tendance électro. Léon Deutschmann signe la musique de trois morceaux, tandis que la chanteuse américaine LP en signe deux, à la musicalité plus pop.
Les quatre singles de cet album, Rolling Stone, N'oublie pas (en duo avec LP), Désobéissance et Des Larmes, se sont tous classés n°1 des ventes.
Certifié disque d'or en trois jours, l'album reçoit un disque de platine en huit jours, signant le meilleur démarrage pour un artiste depuis deux ans. Salué par la critique, il s'est écoulé à plus de 300 000 exemplaires.

## Histoire

### Genèse
En novembre 2015, Mylène Farmer sort l'album Interstellaires. Certifié triple disque de platine en quelques semaines, l'album est porté par les singles Stolen Car (en duo avec Sting) et City of Love. Pour réaliser le clip de ce dernier, Mylène Farmer fait appel à Pascal Laugier, un réalisateur spécialisé dans les films d'horreur qui lui propose de jouer dans son prochain film, Ghostland, dont le tournage se déroule au Canada à la fin de l'année 2016.

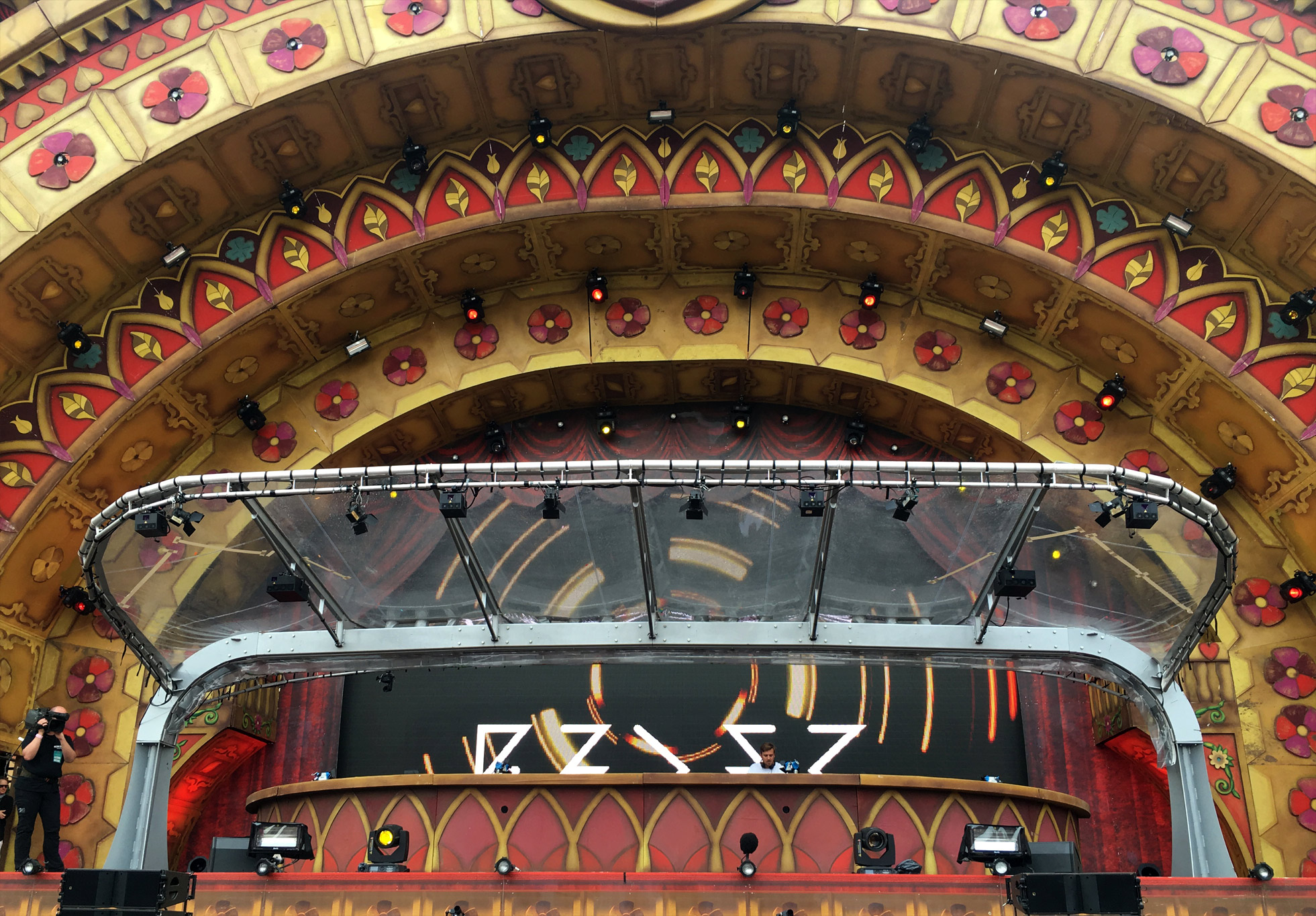
Le DJ français Feder.

Le 18 janvier 2018, quelques jours avant la projection de Ghostland au Festival international du film fantastique de Gérardmer (où il remportera plusieurs prix), et alors que personne ne s'attendait à un nouveau titre de Mylène Farmer, Pascal Nègre publie une vidéo de 20 secondes sur les réseaux sociaux dévoilant l'introduction de la chanson Rolling Stone, fruit de la rencontre entre la chanteuse et le DJ français Feder. Ayant beaucoup aimé son titre Goodbye, Mylène Farmer le contacte quelques semaines plus tôt, souhaitant travailler avec lui afin de produire un son « dark et sexy ». Enthousiasmée par le résultat, la chanteuse lui propose alors de composer une grande partie de son prochain album et décide de sortir le titre sans attendre.
Rolling Stone est le premier titre de Mylène Farmer paru chez Sony, la chanteuse ayant quitté Universal et Polydor le 15 mars 2017, après plus de trente ans de collaboration. Au mois de juin 2018, un deuxième extrait de cet album est dévoilé, la ballade N'oublie pas en duo avec LP, qui signe également la musique. Ces deux titres se classent no 1 des ventes dès leur sortie.

### Sortie
Fin août 2018, une affiche géante de plus de 225 m2 est placardée et visible depuis le périphérique parisien, présentant la pochette de l'album, signée par le photographe Jean-Baptiste Mondino, et annonçant la date de sortie pour le 28 septembre 2018, soit huit mois après Rolling Stone et trois mois après N'oublie pas. Une semaine avant la sortie de l'album, le titre Sentimentale, signé par Feder, est dévoilé.
Dès sa parution, Désobéissance se classe directement à la première place des ventes. Certifié disque d'or en trois jours, il s'écoule à plus de 90 000 copies dès sa première semaine et reçoit un disque de platine en huit jours, signant le meilleur démarrage pour un artiste depuis deux ans.
Le 30 novembre 2018, une version CD-DVD paraît, incluant un titre inédit, la version longue d'Histoires de fesses et quatre clips.
Certifié double disque de platine en décembre 2018, l'album s'est écoulé à plus de 300 000 exemplaires. Les quatre singles extraits de cet album, Rolling Stone, N'oublie pas, Désobéissance et Des Larmes, se sont tous classés no 1 des ventes (Sentimentale n'ayant pas bénéficié d'une sortie physique). L'album a également donné lieu à une série de 9 concerts intransportables à Paris La Défense Arena en juin 2019, réunissant plus de 235 000 spectateurs.

## Pochette

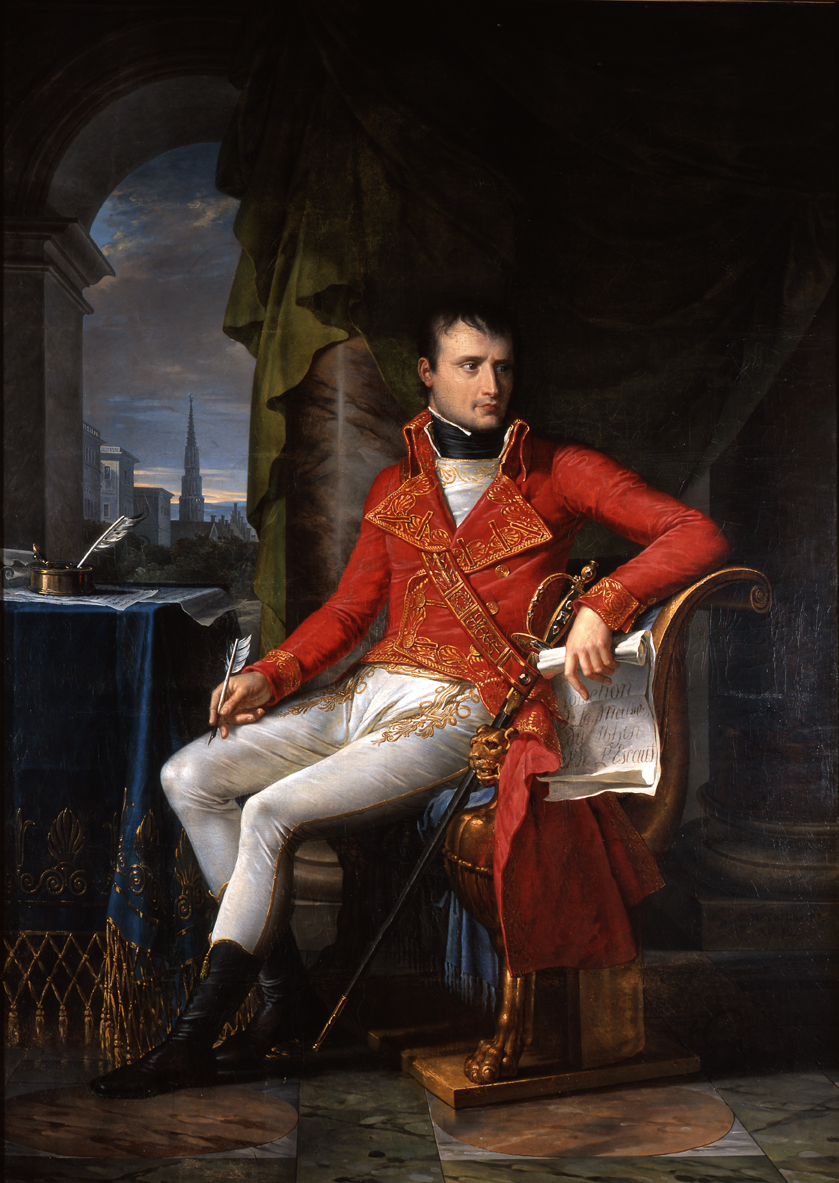
Napoléon I^{er} par Charles Meynier.

Signée par Jean-Baptiste Mondino, la pochette montre Mylène Farmer assise sur un trône, à l'air frondeur. De nombreux objets l'entourent, comme un sabre, un aigle royal et des rideaux baroques, mais aussi une tête de mort sur laquelle la chanteuse pose un pied dessus : « J'avais le sentiment de tenir la mort à distance en posant ce pied sur ce crâne. ».
Le look XVIIIe siècle qu'arbore Mylène Farmer fait penser aux clips de Libertine et Pourvu qu'elles soient douces, notamment pour son côté androgyne (« un homme, mais malgré tout assez féminin, qui revient d'une bataille ou tout simplement d'une nuit d’amour »).
La photo a été envisagée par le photographe comme un tableau de maître et rappelle certaines peintures de Charles Meynier, comme ses portraits de Napoléon Ier et de Louis Nicolas Davout.
Mylène Farmer déclare : « Je pense être cette femme désobéissante aussi. Je crois que nous sommes composées de plusieurs facettes mais je suis cette femme, et Jean-Baptiste avait voulu cette pose un peu nonchalante, un peu frondeuse. Et oui, je revendique totalement, et cette posture, et cette attitude ».

## Liste des titres
| 1.  | Rolling Stone              | Mylène Farmer      | Feder, Johanna Iser, Peter Hoppe, Anastassia Zimmerman, Ashley Hicklin, Kimberley Sawford, Quentin Segaud | 3:45 |
| 2.  | Sentimentale               | Mylène Farmer      | Feder, Quentin Segaud                                                                                     | 4:16 |
| 3.  | Désobéissance              | Mylène Farmer      | Léon Deutschmann                                                                                          | 3:59 |
| 4.  | N'oublie pas (duo avec LP) | Mylène Farmer, LP  | Mike Del Rio, Nate Campany, LP                                                                            | 3:44 |
| 5.  | Histoires de fesses        | Mylène Farmer      | Feder | 1:57 |
| 6.  | Get Up Girl                | Mylène Farmer      | Feder, Quentin Segaud, Tommy Jean                                                                         | 3:37 |
| 7.  | Prière                     | Mylène Farmer      | Feder, Quentin Segaud                                                                                     | 3:34 |
| 8.  | Au lecteur                 | Charles Baudelaire | Feder | 3:15 |
| 9.  | Des larmes                 | Mylène Farmer      | Mike Del Rio, LP                                                                                          | 3:48 |
| 10. | Parler d'avenir            | Mylène Farmer      | Léon Deutschmann, Mylène Farmer                                                                           | 3:31 |
| 11. | On a besoin d'y croire     | Mylène Farmer      | Feder, Anastassia Zimmerman, Mylène Farmer                                                                | 3:48 |
| 12. | Retenir l'eau              | Mylène Farmer      | Léon Deutschmann                                                                                          | 4:13 |

| 13. | Untitled                               | Mylène Farmer | Feder | 3:44 |
| 14. | Histoires de fesses (Extended Version) | Mylène Farmer | Feder | 3:05 |
| 15. | Rolling Stone (Vidéo-clip)             |               |       | 3:43 |
| 16. | N'oublie pas (Vidéo-clip)              |               |       | 3:50 |
| 17. | Sentimentale (Vidéo-clip)              |               |       | 4:19 |
| 18. | Désobéissance (Vidéo-clip)             |               |       | 4:24 |
| 19. | Désobéissance (Making of du clip)      |               |       | 4:00 |

## Description des chansons
L'album est entièrement écrit par Mylène Farmer, à l'exception de la partie anglaise de N'oublie pas, signée LP, et du poème Au Lecteur de Charles Baudelaire. La chanteuse co-signe également la musique de deux chansons, Parler d'avenir et On a besoin d'y croire.
Le DJ français Feder signe la majorité des musiques (dont quatre avec Quentin Segaud), donnant un son à la fois « dark et sexy » à l'album, à l'image du premier extrait, Rolling Stone. Léon Deutschmann, un jeune musicien de 21 ans issu d'une formation classique, compose trois titres (Désobéissance, Parler d'avenir et Retenir l'eau) dont la musicalité des mélodies peut rappeler celle de Laurent Boutonnat. La chanteuse américaine LP et Mike del Rio participent quant à eux sur deux titres pop (N'oublie pas et Des Larmes). Pour le mastering, Mylène Farmer fait appel à Mike Marsh, qui avait notamment réalisé des albums du groupe Depeche Mode.
La chanteuse déclare : « Mon instinct voulait me diriger vers quelqu'un qui allait effectivement m'apporter des choses autres. J’aime l'idée de la renaissance, de se réinventer tout en ne se trahissant pas soi-même. Et c'est là où Feder a été essentiel dans cet album, c’est qu'il avait le souci de toutes les personnes qui, jusqu'alors, m'écoutaient, et qu'il a dit : « Je ne veux en aucun cas trahir ce qu'ils ont aimé, mais apporter quelque chose de nouveau », et c'est ce qui a donné naissance à cet album ».

### Rolling Stone

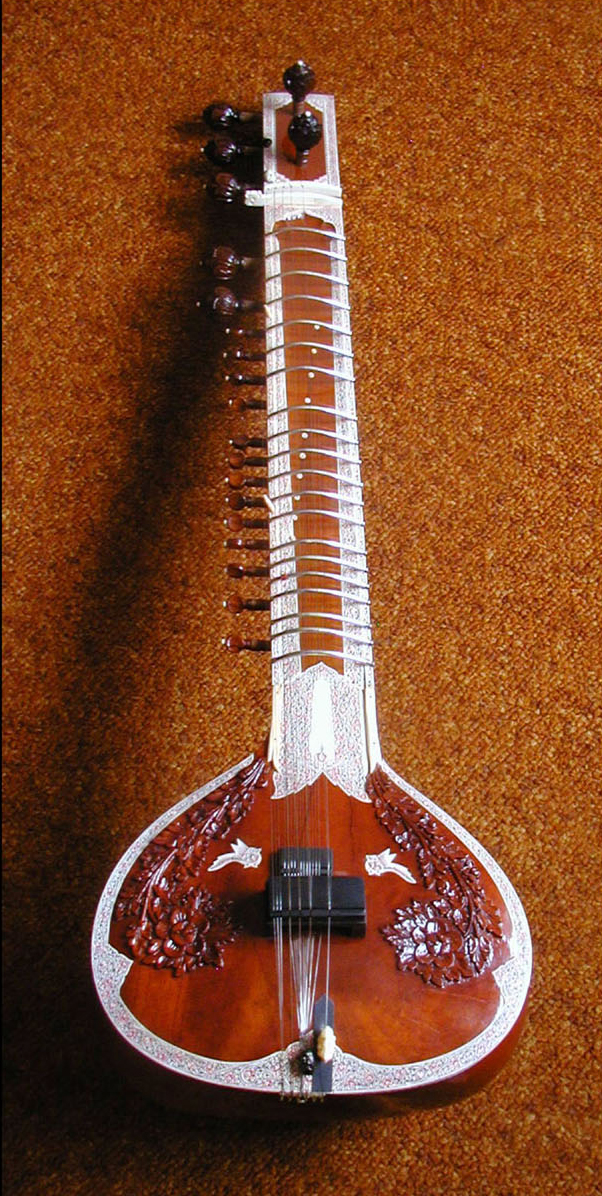
Un sitar.

Sur une musique électro utilisant un sample de sitar, Mylène Farmer écrit un texte mélangeant le français et l'anglais (« Suis de bad bad mood », « Suis easy, it works for me, all I need is love »).
Avec une voix grave et sur un ton désabusé (« J'ai le sang qui broie du noir », « Je peine à rire, je peine à croire », « Moi pierre qui roule, je cache un blues »), elle évoque également son besoin de liberté (« Pas de point fixe, je suis une Rolling Stone ») et d'adrénaline (« J'ai bien compris qu'il faut des multitudes de dangers là pour m'animer »).
Le refrain est ponctué de plusieurs « La, la, la ».

### Sentimentale
Introduit par une musique à la fois légère et rythmée, ce titre propose un texte dans lequel la chanteuse écrit sur certaines de ses faiblesses (« Il y a des failles, détail, j'confesse, j'ai le vide en dessous », « En plus du reste, j'ai peur de tout », « L'âme en vrac où que j'aille »). Celles-ci sont toutefois atténuées par l'amour (« Suis sentimentale, Dieu sait que je suis sans haine », « Et quand je te vois, c'est Dieu qui t'envoie, je t'aime »).
Mélangeant à nouveau le français et l'anglais (« And I'm gonna die », « J'me taille, fini I wanna break free »), elle termine la chanson en reprenant la comptine Un, deux, trois, nous irons au bois, la réadaptant en faisant un clin d’œil à la chanson Pourvu qu'elles soient douces.

### Désobéissance
Pour ce titre pop composé par Léon Deutschmann et produit par Kimotion, Mylène Farmer évoque son parcours et reconnaît aimer être « hors du cadre » : « J'ai voulu celle que je suis, un brin sauvage », « Désobéissance, à l'audace je fais le serment ».
Elle confirme en interview : « Je pense désobéir, dans le fond, depuis longtemps. Fuir tous les diktats. Je m'ennuie facilement. Je m'ennuie aussi de moi-même, en toute humilité. Mais c'est vrai que l'uniformité de gens m'ennuie énormément, et que j'ai besoin de crier ma différence ».

### N'oublie pas

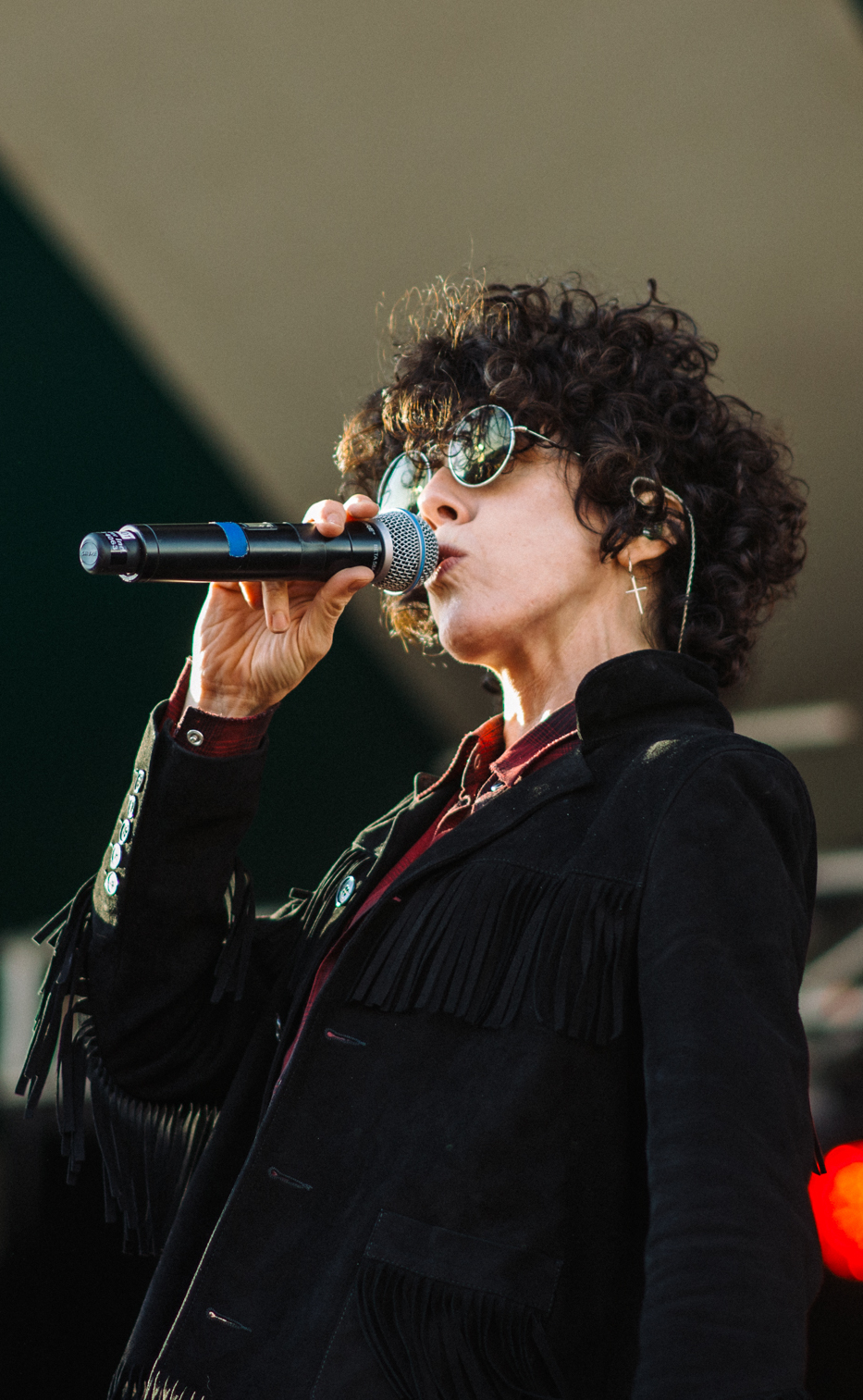
La chanteuse LP.

Après avoir assisté à un concert de LP au café de la Danse en septembre 2016, Mylène Farmer et la chanteuse américaine (qui connaît alors un grand succès avec son titre Lost on You) se rencontrent à Paris début 2017 et évoquent la possibilité de travailler ensemble sur des chansons. Mylène Farmer, qui vient de perdre sa mère, lui transmet un texte qu'elle a déjà écrit (alors qu'en général elle écrit sur une composition existante) : N'oublie pas.
LP le met en musique et adapte certains vers en anglais, afin que le titre devienne un duo, tout en gardant le thème de la chanson : la perte d'un être cher et le fait de se sentir aidé par cette personne disparue (« Conduite par une étoile », « Un point dans l'univers, it's a love it's everywhere, jamais n'oublie pas : c'est moi », « Et tous ces signes que tu envoies, qui me chavirent à chaque fois »...).

### Histoires de fesses
Interprétant ce titre électro avec une voix grave, Mylène Farmer écrit un texte décalé dans lequel elle joue avec les sonorités (« C'est un con, c'est un cas, je le con...fesse ») et liste tout ce qu'elle exècre (« Je maudis les opportunistes à grands coups de triche », « Je maudis les riches chiches », « Je maudis les obsédés du propre sur soi », « Je vomis les plats, vomis les fats »), critiquant notamment la violence visuelle imposée par certains médias (« Des viols de rétine »).
Elle déclare : « Il y a effectivement des choses qui sont violentes, des photos qui sont difficiles à regarder, et c'est vrai que je n'aime pas voir ça. Je n'aime pas qu'on se nourrisse de ces choses-là. Mais, je parle surtout d'histoires de fesses dans le fond : c'est ça qui nous intéresse, non ? ».

### Get up Girl

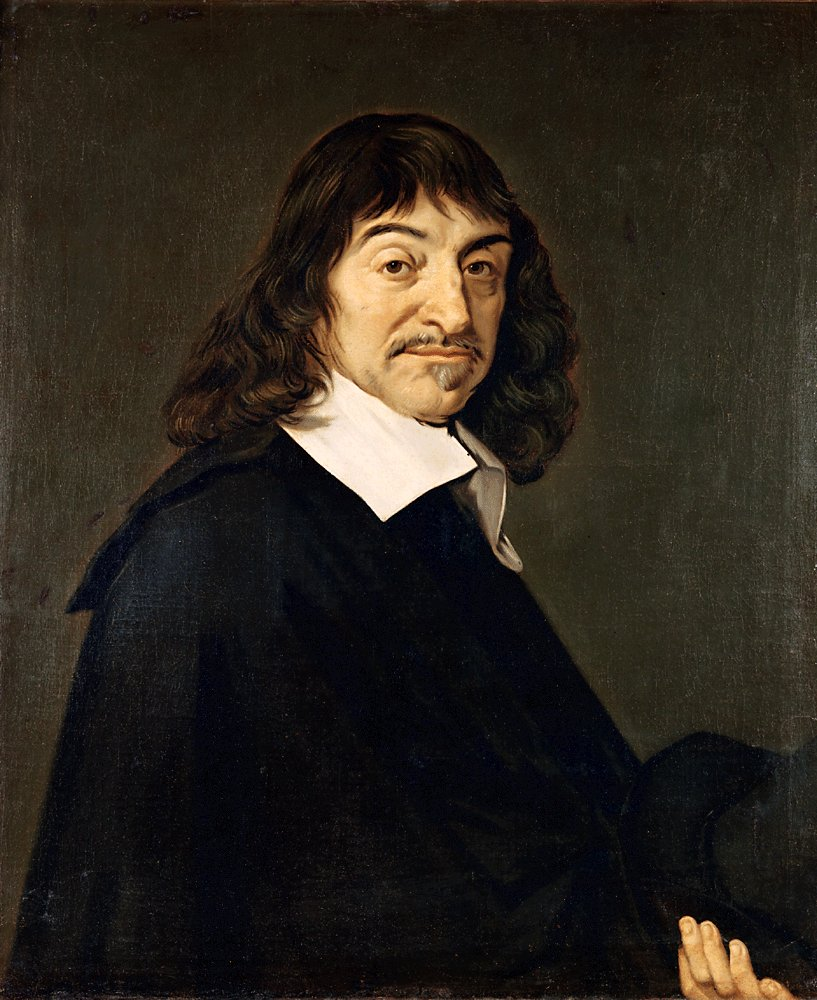
René Descartes.

Dans ce titre, dont la musicalité rappelle par moments celle de Rolling Stone, la chanteuse s'adresse à elle-même, s'intimant l'ordre de se bouger. Après avoir fait référence à la chute qui lui a causé une double fracture de la jambe en 2015 et qui l'a immobilisée pendant plusieurs mois (« Get up Girl. Six mois de plâtre, or j'ai beau me taire j'ai rêvé trop fort »), elle regarde le monde de façon cynique (« Quand tout se taille, si peu qui te donnent. Train de retard, que sais je de l'homme ? », « La vie a bon dos », « Mais pour les gens c'est du vague, mais pour les gens je déraille ») et tourne en dérision une célèbre phrase de René Descartes (« Je pense donc je suis... pour boire un verre »).
Elle déclare : « Je me dis assez souvent « Get up » [...] Et puis, c'est évoquer ses effondrements, et surtout cette envie d'aller de l'avant et de bousculer tout ça ».

### Prière
Construit avec des chœurs d'une voix masculine, ce titre semble évoquer le combat d'un individu contre le cancer (« Dans son corps un sick, un croc s'est caché », « Nuit de délires, tout est chimioté »), à qui la chanteuse offre son soutien (« Comment lui dire, comment l'épargner », « Mais je suis là pour toi, ne plus te laisser l'envie de sauter dans l'océan », « Et je suis là pour toi, j'apprends à lâcher, j'oublierai la vie une fois dedans »).

### Au Lecteur

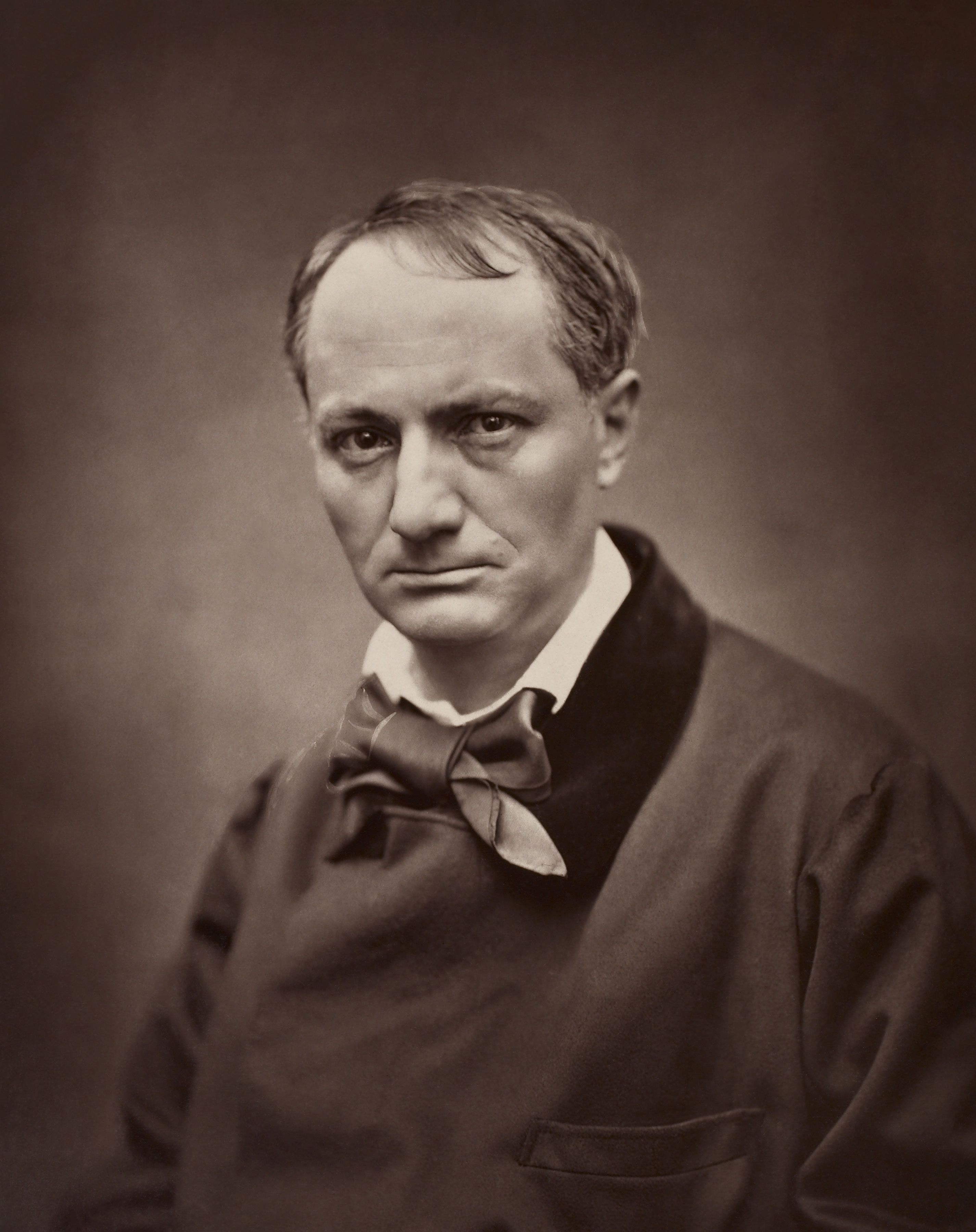
Charles Baudelaire.

Alors qu'elle avait déjà repris L'Horloge dans son album Ainsi soit je... en 1988, Mylène Farmer décide de reprendre à nouveau un poème de Charles Baudelaire, Au Lecteur, issu du recueil poétique intitulé Les Fleurs du mal.
Le poème est lu par la chanteuse sans mélodie particulière, simplement assorti d'une musique sombre et discrète.
Elle déclare : « Après L'Horloge, j'ai voulu me pencher sur Au Lecteur, parce que je crois qu'il parle à chacun d'entre nous, les lecteurs de Baudelaire. C'est sur la condition humaine, c'est sur la mort, sur le mal, sur la religion : autant de thèmes qui, moi, me sont chers. Et je trouve que ce poème est non seulement magnifiquement écrit, mais qu'il perturbe, qu'il bouleverse, qu'il interpelle, et c'est important pour moi de générer ces émotions, émotions que j'ai, moi, au moment de la lecture et de l'enregistrement ».

### Des Larmes
Cette chanson pop, composée par LP et Mike del Rio, existait déjà avant que Mylène Farmer et LP ne décident de collaborer ensemble.
Mylène Farmer en modifie les paroles pour écrire un texte sur la peur de l'abandon, dans lequel elle évoque sa « prison de verre » et fait référence au poème « Le Gouffre » de Charles Baudelaire, extrait des Fleurs du mal.

### Parler d'avenir
Pour cette ballade légèrement pop rock, dont Mylène Farmer a co-composé la musique avec Léon Deutschmann, la chanteuse se met dans la peau d'un adolescent mal dans sa peau (« Il est flou, flou le paysage. Tu rougis même quand il fait noir, trop pour t'y voir », « Cachée dans ton lit, tu fuis le regard d'autrui »), qui a peur d'envisager son avenir (« Parler d’avenir t’effraie, et si c’était un souffle ou le vide »).

### On a besoin d'y croire
Sur une musique légèrement électro, Mylène Farmer écrit un texte désabusé sur le monde qui l'entoure (« C'est trop tard, le monde est Braille, il n'y a plus rien à faire pour nous »), dans lequel seul l'autre peut donner l'envie d'avancer (« Tant pis ça ira, tant qu'il y aura toi », « Mais sans l’autre on est quoi ? », « Moi sans toi, je me noie », « Sans amour on est quoi ? »).
Dans ses paroles, elle fait un clin d’œil à deux de ses anciennes chansons : Ainsi soit je... (« Être deux, s'approcher pour ne faire qu'un ici. Ainsi soit-il ») et XXL, dont le refrain répétait « On a besoin d'amour » contre « On a besoin d'y croire » ici.

### Retenir l'eau
Seule ballade classique de l'album, avec des cordes et une interprétation en voix de tête rappelant des titres comme Rêver et Ainsi soit je..., Retenir l'eau évoque l'impuissance de l'homme face au temps qui passe et au contrôle de ses émotions (« Retenir l'eau qui est dans sa paume, sentir tout. Et on a beau serrer les doigts, j'ai froid... Mais l'eau s'échappe goutte à goutte », « Gouttes de vie qui tombent et coulent, je coule »), faisant un parallèle avec des larmes qu'il peut avoir du mal à retenir.
La chanteuse déclare : « Je crois que je fais partie de ces personnes qui sont hyperémotives. C'est pour ça que je me protège beaucoup dans le fond, parce que je sais que c'est toujours à fleur de peau, et je n'aime pas me montrer comme ça non plus, par pudeur, certainement ».

### Untitled

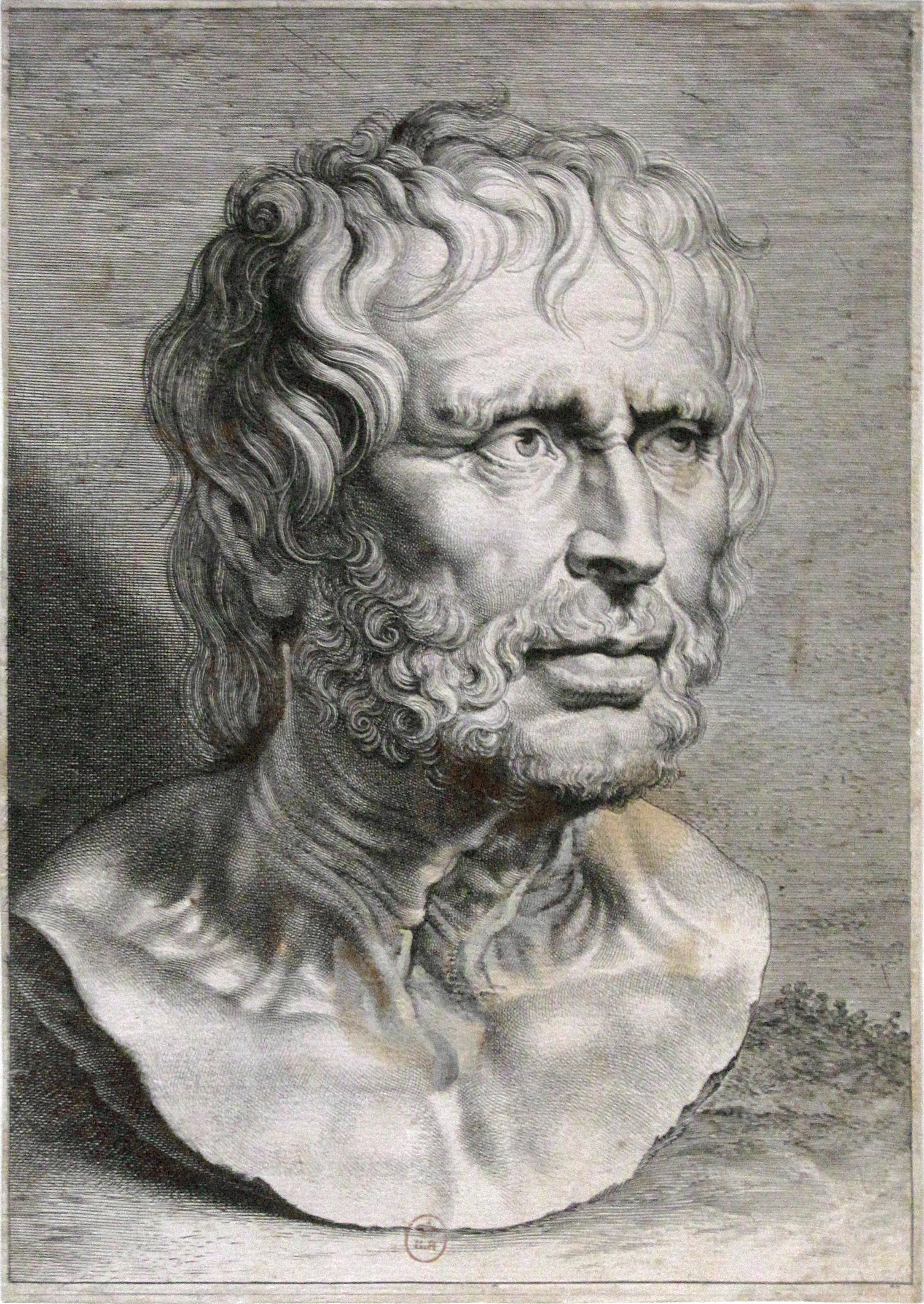
Sénèque.

Ce titre de Feder, musicalement dans la lignée de Rolling Stone et Get up Girl, dévoile un texte dans lequel la chanteuse s'imagine morte (« Je laisse mon corps tout en dessous, je laisse mon corps se fondre en vous », « Je n'ai plus rien à faire, suis à jamais sous terre »).
Mélangeant une nouvelle fois le français et l'anglais (« I've been crawling dans le noir », « And all kinds of désirs de vous », « All my love, à jamais entre nous », « Out of sight, I've been dreaming of you »), elle fait ouvertement référence à une phrase de Sénèque (« La vie comme un conte, ce qui importe ce n'est pas sa longueur mais c'est sa valeur »).
Selon la chanteuse, le choix du titre a été un hasard : « À l'époque, il fallait que techniquement nous donnions un nom à un titre qui n'existait pas encore. Et donc, je me suis dit « Untitled, ça me plaît beaucoup ». Et puis après, le titre est arrivé. Je connaissais la musique de Feder que j'adorais, et puis j'ai mis un peu plus de temps pour poser un texte. Voilà pourquoi ! C'était purement technique, mais à la fois dans le fond, il n'y a jamais de hasard ».

### Histoires de fesses (Extended Version)
À l'origine, Histoires de fesses était une chanson entièrement en rap. Feder ayant souhaité ajouter davantage de mélodie au titre, Mylène Farmer accepta de modifier le titre. Lors de la réédition de l'album, elle décide alors d'ajouter une version plus longue de la chanson, dans laquelle elle insère une partie de son rap d'origine. Un refrain supplémentaire est également ajouté, plus rythmé.

## Accueil critique
- « Un retour réussi [...] Avec Feder, mais aussi LP et son équipe, elle a trouvé des partenaires de jeu inspirés et inspirants. Le DJ niçois a réussi avec son électro sombre e sensuelle à moderniser l'univers Farmer sans le rajeunir au forceps - le défaut de Monkey Me - ni l'aseptiser - l'écueil d'Interstellaires. On aime Mylène quand elle assume. » (Le Parisien)[25]
- « Mylène Farmer semble prendre un malin plaisir à surprendre son auditoire et à s'aventurer vers des contrées musicales souvent éloignées de ce que l'on connait d'elle. Si ses textes restent sombres et mélancoliques, le son est quant à lui inhabituel et radicalement tourné vers l'electro. » (C News)[26]
- « L'icône surprend et s'amuse tout en ne reniant rien du passé. Un disque moderne et efficace, taillé pour la scène. » (Télé 2 semaines)[27]
- « Elle a travaillé avec le jeune DJ niçois Feder et ça donne une ambiance dansante tout en finesse : du rythme sans les gros beats martelés. C'est très moderne et ça lui colle parfaitement. » (L'Avenir)[28]
- « Mylène Farmer frappe un grand coup avec Désobéissance. Elle fait preuve d'audace 34 ans après ses débuts en ouvrant son univers à la musique électro de Feder [...] Que les fans de longue date se rassurent, ils seront aussi en terrain de connaissance avec Sentimentale, Parler d'avenir et le très efficace Des Larmes. Pari gagnant pour la Libertine ! » (La Dernière Heure)[29]
- « Feder apporte à la chanteuse un son assez minimaliste dans le traitement des claviers comme des percussions et la production, aux orchestrations retenues. Ce renouvellement des climats musicaux est plus convaincant que les deux collaborations avec la chanteuse Laura Pergolizzi. Enfin, trois chansons ont été réalisées avec Leon Deutschmann, où l'on retrouve la manière des grandes heures de Mylène Farmer avec Laurent Boutonnat, voix chorale, cordes, orchestrations fournies, lisibilité de l'accroche rythmo-mélodique. Un univers agréablement connu, complémentaire à la part plus "expérimentale" de ce disque. » (Le Monde)[30]
- « Une fois de plus, la rousse prend le parti de ne pas s'endormir sur ses lauriers et ose tout : la Désobéissance comme l'Histoire de fesses. Un album complexe et inspiré, qui plaira aux fans mais ne convaincra pas forcément ceux qui n'en sont pas. » (Le Soir)[31]
- « Un album aux textes optimistes, parfois même remplis d'espoir... noyé dans une mélancolie lancinante. Des paroles assumées, des airs plutôt enjoués, presque sexy,d es références à ses tubes passés... Et une Mylène Farmer qui, du haut de ses 57 ans, sait se réinventer au fil des années et s'entourer de jeunes artistes talentueux. » (La Provence)[32]
- « Dieu merci, aucune révolution mais que d'évolutions réussies. Le style Farmer reste homogène, mais gagne en modernité. Une fois encore, elle sait mieux que personne se renouveler. [...] Dans une pop de plus en plus formatée, envers et contre toutes les modes, elle creuse un sillon qui, album après album, donne des fruits toujours aussi savoureux. » (Le Point)[33].
- « Son meilleur projet depuis dix ans. En s'affirmant dans toute sa complexité, celle d'une femme libre et entière qui dicte ses propres lois, Mylène Farmer touche dans le mille avec cet album audacieux, qui fait se conjuguer nostalgie, candeur et générosité. Un projet abouti qui marque un retour plein de panache ! » (Charts in France)[34].

## Singles
Quatre chansons ont bénéficié d'une sortie physique en single : Rolling Stone, N'oublie pas (en duo avec LP), Désobéissance et Des Larmes, se classant toutes no 1 des ventes.
Sentimentale a également servi de single promotionnel lors de la sortie de l'album.

### Rolling Stone

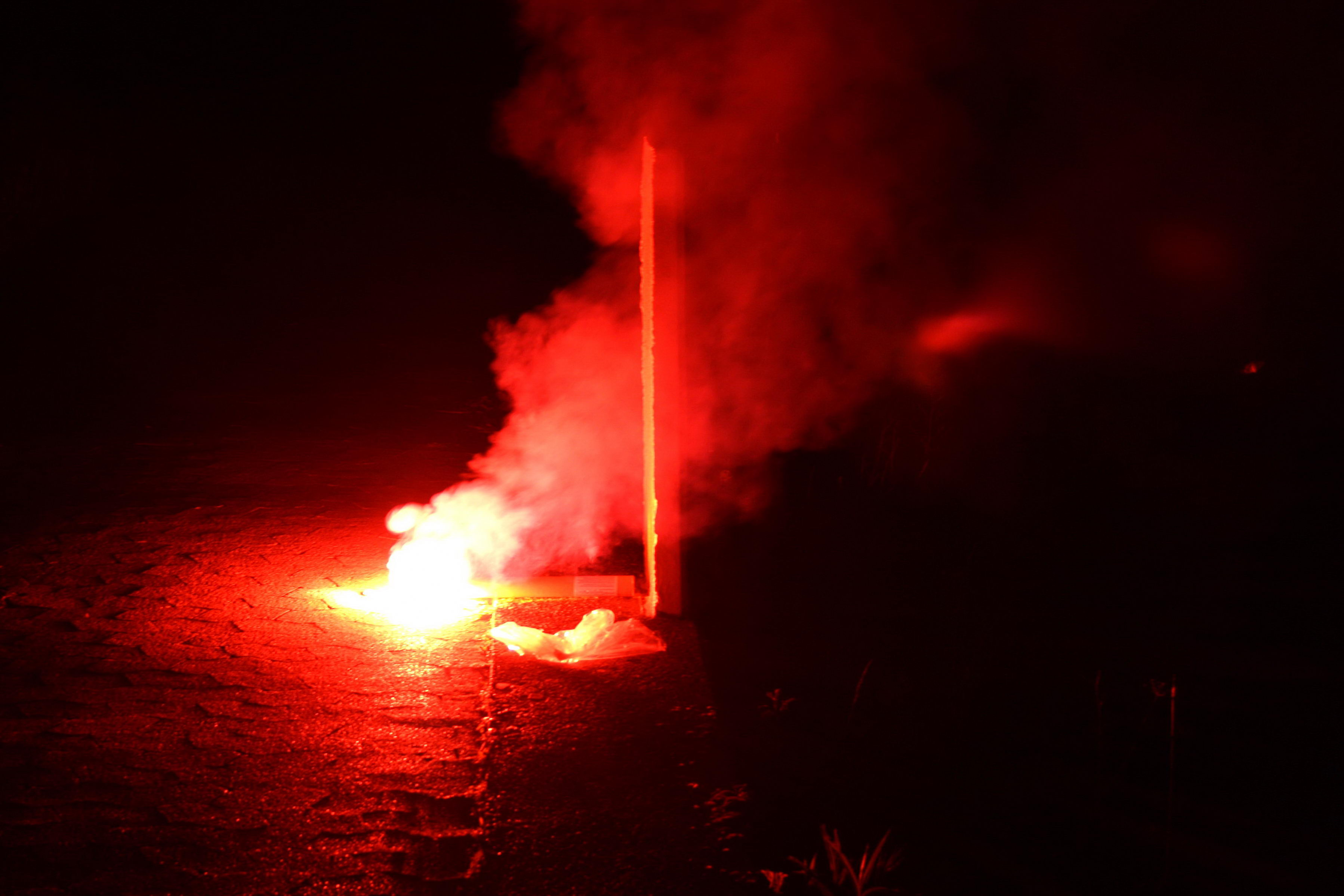
Un feu de Bengale.

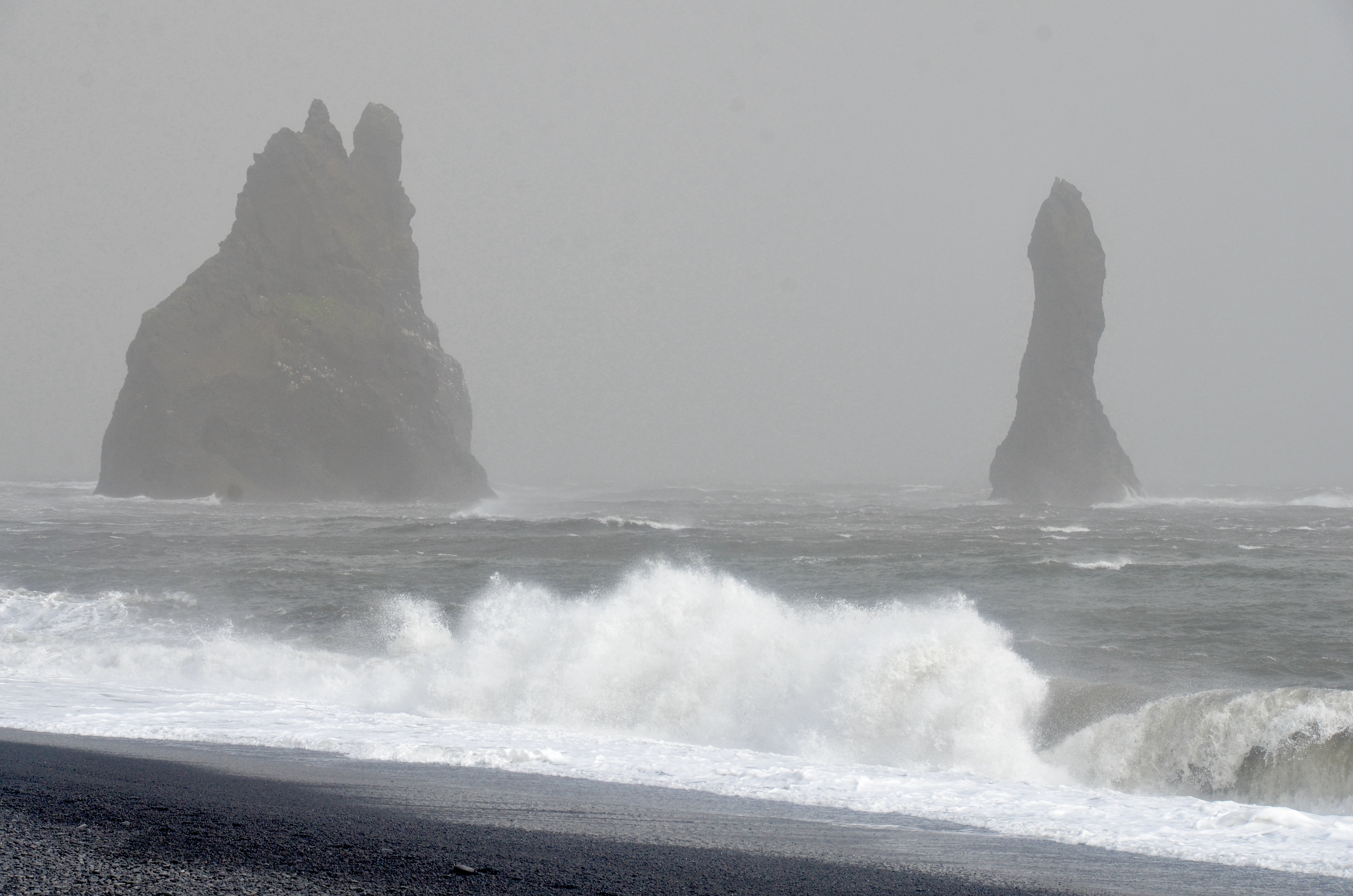
La plage de Reynisfjara, en Islande.

Diffusé en radio à partir du 19 janvier 2018, le single Rolling Stone sort le 20 avril 2018 en Maxi CD et en six Maxi 45 tours colorés.
Le clip, réalisé par Carole Denis, est tourné à Prague, en république Tchèque, et présente la chanteuse dans des couleurs aux dominantes rouge et noir, éclairée notamment par des feux de Bengale.
Mylène Farmer interprète le titre deux fois à la télévision, effectuant une chorégraphie créée par elle-même, entourée de six danseurs et deux danseuses.
Le single se classe no 1 des ventes en France durant deux semaines.

### N'oublie pas
Diffusé en radio à partir du 22 juin 2018, le single N'oublie pas (en duo avec LP) sort en physique le 10 août 2018.
Le clip, réalisé par Laurent Boutonnat, est tourné en Islande, notamment sur la plage de sable noir d'Hjörleifshöfði et sur une plage de Reynisfjara. Il met en images les paroles de la chanson, sous les traits de deux sœurs (Mylène Farmer et LP) dont l'une a disparu.
La chanson s'est classée durant trois semaines à la première place des ventes en France.

### Sentimentale
Le titre Sentimentale a servi de single promotionnel lors de la sortie de l'album.
Dévoilé le 19 septembre 2018 et accompagné d'un clip montrant la chanteuse dans sa vie privée, jouant avec ses chiens, le titre atteint en deux jours la 19e position du classement hebdomadaire des singles les plus téléchargés en France. C'est le seul single de l'album n'ayant pas bénéficié d'une sortie en physique.

### Désobéissance

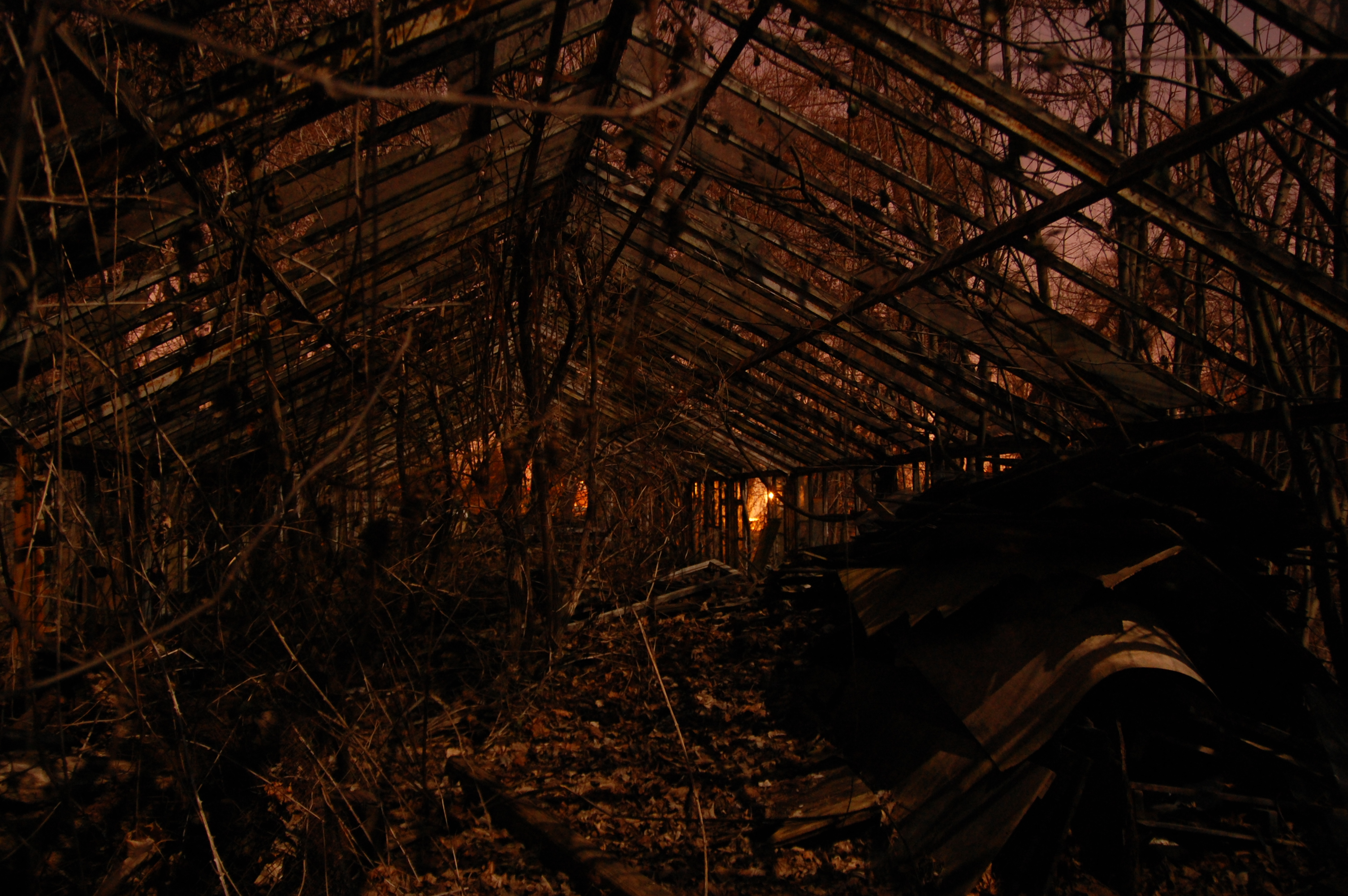
Le clip est tourné de nuit dans une serre abandonnée.

Deux semaines après Sentimentale, le titre Désobéissance paraît en version digitale le 5 octobre 2018. Il sortira en Maxi CD et en Maxi 45 tours le 3 mai 2019.

Le clip, réalisé par Bruno Aveillan, présente la chanteuse dans une serre abandonnée, de nuit, évoluant au milieu de mauvaises herbes qui semblent prendre vie une fois la nuit tombée.

Mylène Farmer reprend ainsi l'image d'une formule que lui avait adressée sa propre mère lorsqu'elle était enfant : « Ma petite, tu es comme la mauvaise herbe, et la mauvaise herbe ne meurt jamais ! ».
Le titre se classe à la première place des ventes en France.

### Des Larmes

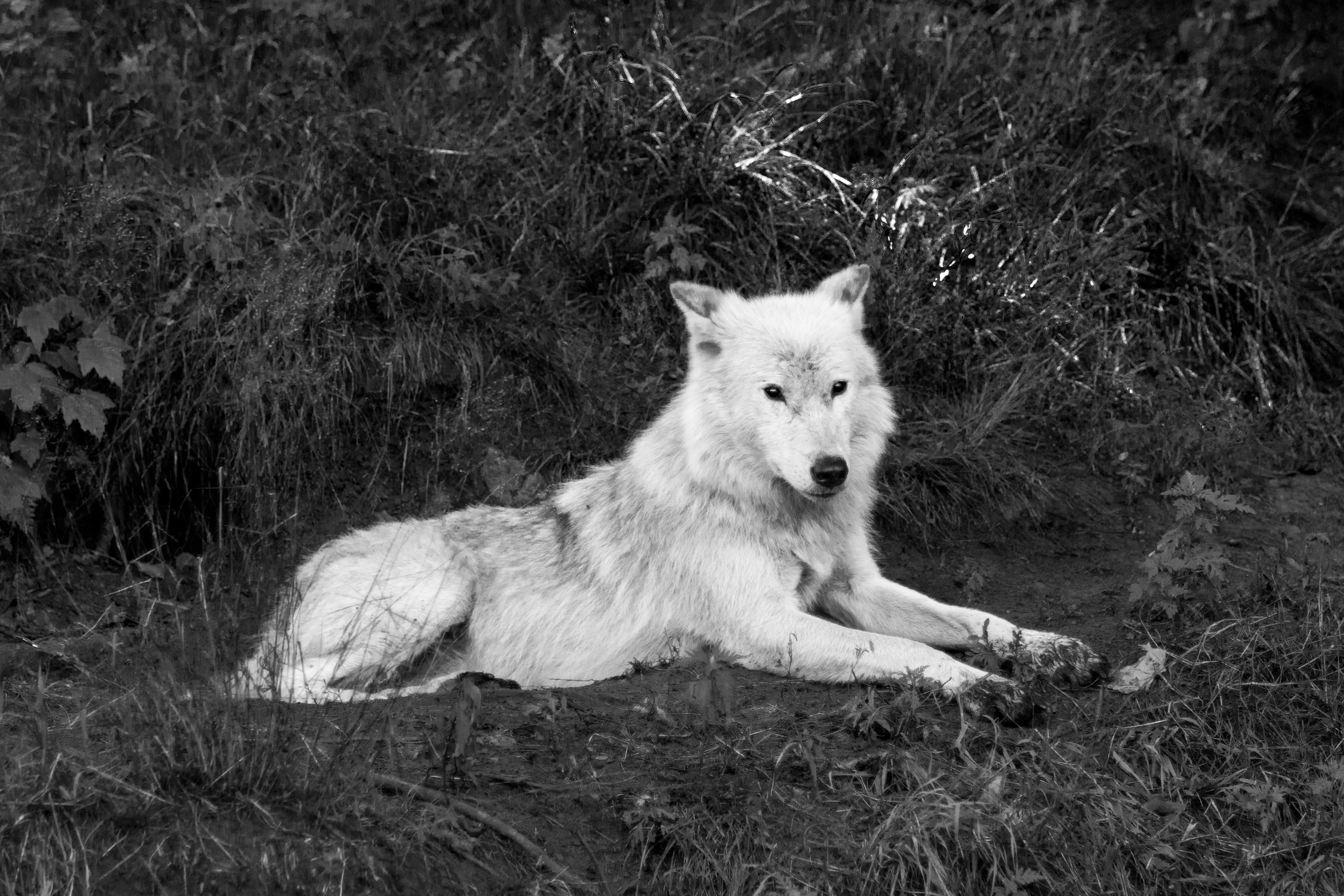
Un loup blanc.

Disponible en version digitale le 20 mars 2019 dans une version légèrement raccourcie, le single Des Larmes sort en CD Single et en 45 tours le 7 juin 2019.
Le clip, très sensuel et réalisé en noir et blanc par Marcel Hartmann, présente la chanteuse aux côtés d'un loup blanc qui prend les traits de l'acteur Stanley Weber.
Tout comme les singles précédents, le titre se classe à la première place des ventes en France.

## Classements et certifications
Certifié disque d'or en trois jours, Désobéissance s'écoule à plus de 90 000 copies en France dès sa première semaine et reçoit un disque de platine en huit jours, signant le meilleur démarrage pour un artiste depuis deux ans.
En décembre 2018, l'album devient double disque de platine.
Désobéissance s'est écoulé à plus de 300 000 exemplaires.
| Classement                      | Meilleure position |
| ------------------------------- | ------------------ |
| Belgique (Flandres Ultratop)    | 19                 |
| Belgique (Wallonie Ultratop)    | 1                  |
| France (SNEP - Ventes)          | 1                  |
| France (SNEP - Téléchargements) | 1                  |
| France (SNEP - Top Mégafusion)  | 1                  |
| Suisse (Schweizer Hitparade)    | 3                  |
| Suisse (Suisse romande)         | 1                  |
| Monde (IFPI)                    | 5                  |

| Classement annuel (2018)     | Position |
| ---------------------------- | -------- |
| Belgique (Wallonie Ultratop) | 8        |
| France (SNEP - Ventes)       | 5        |
| France (SNEP - Mégafusion)   | 10       |
| Suisse (Schweizer Hitparade) | 55       |

| Classement annuel (2019)     | Position |
| ---------------------------- | -------- |
| Belgique (Wallonie Ultratop) | 114      |
| France (SNEP - Mégafusion)   | 107      |

### Certifications
| Pays          | Certification |
| ------------- | ------------- |
| France (SNEP) | 2 × Platine   |

## Crédits
| - Paroles : Mylène Farmer - Sauf N'oublie pas (Mylène Farmer et LP) et Au Lecteur (Charles Baudelaire) - Musique : - Feder (Histoires de fesses, Au lecteur, Untitled) - Feder et Quentin Segaud (Sentimentale, Prière) - Feder, Quentin Segaud et Tommy Jean (Get up Girl) - Feder, Anastassia Zimmerman et Mylène Farmer (On a besoin d'y croire) - Feder, Quentin Segaud, Johanna Iser, Peter Hoppe, Anastassia Zimmerman, Ashley Hicklin et Kimberley Sawford (Rolling Stone) - Leon Deutschmann (Désobéissance, Retenir l'eau) - Leon Deutschmann et Mylène Farmer (Parler d'avenir) - LP et Mike del Rio (Des Larmes) - LP, Mike del Rio et Nate Campany (N'oublie pas) - Production artistique : - Feder (Rolling Stone, Sentimentale, Histoires de fesses, Get up Girl, Prière, On a besoin d'y croire, Untitled) - Mike del Rio (N'oublie pas, Des Larmes) - Kimotion (Désobéissance) - Backing Vocals : - Quentin Segaud (Prière) - Ana Zimmer (On a besoin d'y croire) | - Guitares : Sébastien Chouard (Parler d'avenir) - Arrangement cordes : Graham Preskett pour le Paris Symphonic Orchestra (Retenir l'eau) - Mixage : - JUMO pour Motif Music (Rolling Stone, N'oublie pas, Histoires de fesses, Des Larmes, Untitled) - Jérôme Devoise au studio D.E.S (Sentimentale, Get up Girl, Prière, Parler d'avenir, On a besoin d'y croire, Retenir l'eau, Histoires de fesses (Extended Version)) - Kimotion (Désobéissance) - Album produit par Stuffed Monkey - Production exécutive : Paul Van Parys pour Stuffed Monkey - Assistant de production : Philippe Bascugnagna - Enregistrement voix et orchestre : Jérôme Devoise au Studio Guillaume Tell - Assistants : Adrien Bolko et Jean-Philippe Edel - Mastering : Mike Marsh pour The Exchange M. Marsh Mastering - Sauf Parler d'avenir (André Perriat pour La Villa Mastering) - Management : Thierry Suc pour TS3 - Administration : Corinne Potier - Label Services : Pascal Nègre et son équipe pour #NP - Photographe : Jean-Baptiste Mondino - Graphisme : Boldatwork |